# Liste der Monuments historiques in Le Palais
Die Liste der Monuments historiques in Le Palais führt die Monuments historiques in der französischen Gemeinde Le Palais auf.

## Liste der Bauwerke
| Bezeichnung                   | Beschreibung | Standort                              | Kennzeichnung | Schutzstatus   | Datum     | Bild |
| ----------------------------- | ------------ | ------------------------------------- | ------------- | -------------- | --------- | ---- |
| Aiguade Vauban                |              | Belle Fontaine (Lage)                 | PA00091469    | Classé         | 1990      |      |
| Zitadelle Belle-Île-en-Mer    |              | Haute Boulogne (Lage)                 | PA00091470    | Inscrit Classé | 1994 2007 |      |
| Corps de garde de Fort Larron |              | (Lage)                                | PA56000043    | Inscrit        | 2000      |      |
| Kirche St-Gérand              |              | Rue de l’Église Rue du Paluden (Lage) | PA56000074    | Inscrit        | 2015      |      |
| Befestigungsanlagen           |              | (Lage)                                | PA56000039    | Inscrit Classé | 2000 2004 |      |
| Fort du Gros Rocher           |              | (Lage)                                | PA56000044    | Inscrit        | 2000      |      |
| Fort de Ramonet               |              | (Lage)                                | PA56000040    | Inscrit        | 2000      |      |
| Fort de Taillefer             |              | (Lage)                                | PA56000042    | Inscrit        | 2000      |      |
| Fortin de Port-Fouquet        |              | (Lage)                                | PA56000041    | Inscrit        | 2000      |      |
| Retranchement de Borbardoué   |              | (Lage)                                | PA56000038    | Inscrit        | 2000      |      |

## Liste der Objekte
- Monuments historiques (Objekte) in Le Palais in der Base Palissy des französischen Kultusministeriums